# ニコシア地区
ニコシア地区（英語: Nicosia District、ギリシア語: Επαρχία Λευκωσίας、トルコ語: Lefkoşa kazası）は、キプロスの地区の一つ。首都ニコシアを中心に形成される。ニコシアは英語で、ギリシャ語ではレフコシア、トルコ語ではレフコシャとなる。

## 概要
北キプロス・トルコ共和国がキプロス共和国からの独立宣言などにより、ニコシアと共にこの地区も南北に分断され、北部は北キプロス・トルコ共和国レフコシャ地区として事実上実効支配されている。

ニコシア地区、斜線部は緩衝地帯および北キプロスが実効支配